# Tiburon (Californië)
 Tiburon  (vertaald uit het Spaans: haai) is een plaats in Marin County in de Amerikaanse staat Californië). Het beslaat het grootste deel van het schiereiland Tiburon, dat zuidwaarts in de Baai van San Francisco reikt. De kleinere stad Belvedere (vroeger een afzonderlijk eiland) beslaat het zuidoostelijk deel van het schiereiland. Tiburon grenst aan Corte Madera in het noorden en aan Mill Valley in het westen. Langs de andere zijdes is Tiburon door de Baai van San Francisco omringd.
Tiburon was vroeger het zuidelijke eindpunt van de San Francisco and Northwestern Pacific Railroad; een goederenspoorlijn waar vooral hout over werd vervoerd. Tiburon is nu een toeristische stad, die door snelle veerboten wordt verbonden met San Francisco. Tiburon heeft ook de kortste regelmatige veerverbinding met Angel Island.

## Geografie
Volgens het US Census Bureau, heeft de stad een totale oppervlakte van 34,2 km², daarvan is 11,7 km² land en 22,5 km² water.

## Demografie
Er zijn 8.666 (2000) mensen, 3712 gezinnen en 2409 families die in de stad verblijven. De bevolkingsdichtheid bedraagt 738,6 km².
De bevolking bestaat uit:
- 90,92 % blanken
- 0,87 % Afro-Amerikanen
- 0,22 % Inheemse Amerikanen
- 4,42 % Aziaten
- 0,12 % Mensen van eilanden in de Grote Oceaan
- 0,75 % Andere rassen
- 2,71 % Twee of meer rassen
- 3,66 % Spaans of Latino

## Plaatsen in de nabije omgeving
De onderstaande figuur toont nabijgelegen plaatsen in een straal van 8 km rond Tiburon.

## Bekende inwoners

### Geboren
- Shoshana Bush (1988), actrice

### Gewoond
- Maz Jobrani (1972), Iraans-Amerikaans acteur, filmproducent, scenarioschrijver en komiek

### Overleden
- Rollo May (1909 – 1994), psycholoog
- Robin Williams (1951 – 2014), acteur